# الخرابة (تعز)
الخرابة هي إحدى قرى جمهورية اليمن. وهي تتبع جغرافيًا لمحافظة تعز. وإداريًا لمديرية مقبنة. يبلغ تعداد سكانها 1397 نسمة حسب الإحصاء الذي جرى عام 2004.